# 浙江广厦建设职业技术大学
29°18′16.22″N 120°15′1.56″E / 29.3045056°N 120.2504333°E
浙江广厦建设职业技术大学，前身是浙江广厦建设职业技术学院，是浙江省东阳市的一所民办本科层次职业学校，由广厦控股公司投资。

## 历史
2018年3月31日，浙江广厦建设职业技术学院专升本列入浙江省“十三五”高校设置规划。2019年12月26日，升格为本科层次职业学校，暂定名为“浙江广厦建设职业技术学院（本科）”。
2020年6月10日，经中华人民共和国教育部批准，正式组建浙江广厦建设职业技术大学，作为民办本科层次职业教育试点学校，由广厦控股集团全资持有。

## 院系设置
浙江广厦建设职业技术学院设置六个二级学院，分别是建筑工程学院、管理工程学院、信息与控制工程学院、经贸外国语学院、艺术设计学院、浙江广播电视大学东阳学院。